# 金井静山
金井 静山（かない　せいざん、1904年 - 1991年1月18日）は、東京都生まれの駒師。本名 金井秋男。豊島龍山の流れをくむ静山は、東京で最後の名工と云われた。

## 概略
東京・芝大門生まれ、裕福な質屋の長男。
震災・戦災で3度焼け出され無一文となる。上野桜木町で父親の骨董屋を手伝っていた時に豊島龍山（初代の太郎吉）のすすめで駒を作るようになる。
駒師としては晩学であった。また、木村文俊は龍山の内弟子であったが、静山は弟子というよりも通いの職人という立場であった。
1940年、龍山親子の死後、残された駒木地で本格的に駒作りを始める。しばらくの間は、龍山の影武者として、「龍山作」の銘で1,000組以上の盛り上げ駒を作った（前記の駒は「静山龍山」と呼ばれた）。
また、宮松影水が駒を作り始めたころには、手ほどきをしている。なお、影水が亡くなった後は、残された駒木地を影水の婦人である「宮松登美」が完成させ、静山が指導＆手ほどきをしている（前記の駒は「宮松美水」銘である）。
龍山の書体を受け継いだ静山は、いかに書体に忠実な駒を作るかに腐心していた。影水を独創的駒師の旗手とすれば、静山は忠実的な駒師の筆頭といえる。
影水亡きあと静山は、一躍脚光を浴び第一人者となった。
静山は、「影水さんが生きていたら、私の駒なぞ売れなかったでしょうね」と謙遜して述べている。
静山は、彫駒を1組も作らなかった、全て盛り上げ駒でやさしく品のあるやわらかい字で人柄そのものの実直で丁寧な仕上げであった。
前澤碁盤店主によると、駒を彫るスピードが相当速かった。また、静山を高く評価していて、静山没時には、残っていた駒を全て買い上げた。なお、静山を評して「静山さんのような味のある、色合いのいい仕上げが出来る駒師は現在いませんね」と述べている。
大正から昭和にかけて東京を拠点に活動した代表的な駒師の一人である。